# 戦えイナズマン
「戦えイナズマン」は、子門真人、水木一郎のシングル。1973年10月10日に日本コロムビアから発売された。型番はSCS-518。

## 解説
表題曲「戦えイナズマン」は、特撮テレビドラマ『イナズマン』のオープニングテーマとして使用された。カップリングには、水木一郎が歌う同作エンディングテーマ「チェスト！ チェスト！ イナズマン」が収録されている。
「戦えイナズマン」には、歌詞の一部が異なるうえに子門のシャウトが無いNG版が存在する。このNG版は、1974年3月16日封切りの「東映まんがまつり」内で公開された『飛び出す立体映画イナズマン』の予告編に使われた。

## 収録曲
（全作曲・編曲：渡辺宙明）
1. 戦えイナズマン
作詞：石森章太郎 / 歌：子門真人、コロムビアゆりかご会
  - 特撮番組『イナズマン』オープニングテーマ。
2. チェスト! チェスト! イナズマン
作詞：八手三郎 / 歌：水木一郎
  - 特撮番組『イナズマン』エンディングテーマ。

## カバー
「アニメタル・マラソンII 特撮編」
アニメタルによる「戦えイナズマン」のカバーを収録。